# Useradd
useradd è un comando tipico di molti sistemi operativi Unix e Unix-like che crea nuovi account, o che modifica i parametri predefiniti per la creazione di nuovi account.

Per eseguire questo comando è normalmente necessario disporre dei privilegi dell'amministratore (root). Bisogna notare che prima di potersi collegare con un nuovo account è normalmente necessario assegnare ad esso una password per l'autenticazione (tramite il comando passwd). In alcuni sistemi operativi, tra cui FreeBSD e macOS, al posto di useradd è presente il comando adduser, che offre funzionalità analoghe ma usando una sintassi diversa.

## Sintassi
La sintassi generale di useardd  è la seguente:
```
useradd [
opzioni
] 
nome_utente
```

## Opzioni
Le opzioni variano a seconda del particolare sistema operativo. Tra quelle comunemente presenti vi sono:
-d home_directoryUsa la directory indicata come home directory per il nuovo utente.
-mImposta la home directory per l'utente, se essa non esiste.
-e data_scadenzaIndica che l'account scadrà nella data indicata (in formato MM/GG/AA).
-g gruppoSpecifica il nome o il GID del gruppo principale di cui farà parte l'utente (anziché usare il valore predefinito).
-G gruppo1[,gruppo2…]Specifica eventuali gruppi supplementari di cui l'utente farà parte.
-s shellSpecifica il nome della shell testuale da avviare quando il nuovo utente effettua il login (anziché usare il valore predefinito).
-u uidAssegna all'utente lo UID specificato (anziché assegnarne uno non in uso).

## Modifica dei valori predefiniti
In molti dei sistemi operativi che lo forniscono, il comando useradd ha anche una seconda forma che permette di visualizzare e di modificare le impostazioni predefinite per la creazione di nuovi account. La sintassi in questo caso è la seguente:
```
useradd -D [
opzioni
]
```

Se non si specifica alcuna opzione, sono visualizzate le impostazioni predefinite correnti.
Anche in questo caso le opzioni variano a seconda del sistema operativo. Tra quelle comunemente disponibili vi sono:
-b directorySpecifica il nome della directory predefinita in cui saranno create le home directory dei nuovi account
-e data_scadenzaSe non diversamente specificato, i nuovi account creati scadranno nella data indicata (in formato MM/GG/AA).
-g gruppoI nuovi utenti, se non diversamente specificato, avranno il gruppo indicato (per nome o per GID) come gruppo principale.
-s shellAi nuovi utenti, se non diversamente specificato, sarà assegnata la shell testuale indicata.

## Esempi
Crea un nuovo account per l'utente mario, creando anche la sua home directory e rendendolo parte dei gruppi supplementari disk e games:
```
# 
useradd -G disk,games -m mario
```

Visualizza (su un sistema GNU/Linux) le impostazioni predefinite:
```
# 
useradd -D

GROUP=100
HOME=/home
INACTIVE=-1
EXPIRE=
SHELL=/bin/sh
SKEL=/etc/skel
CREATE_MAIL_SPOOL=no
```